# Абашево (Пензенская область)
Аба́шево — село в Спасском районе Пензенской области России. Административный центр Абашевского сельсовета.

## География
Село находится в северо-западной части Пензенской области, в лесостепной зоне, в пределах северной окраины Керенско-Чембарской возвышенности, на берегах реки Патра, на расстоянии примерно 8 км (по прямой) к востоку от Спасска, административного центра района. Абсолютная высота — 170 м над уровнем моря.

### Климат
Климат характеризуется как умеренно континентальный, с холодной зимой и умеренно жарким летом. Среднегодовая температура — 3,7 °C. Средняя температура воздуха самого холодного месяца (января) составляет −12 °C (абсолютный минимум — −45 °C); самого тёплого месяца (июля) — 19,1 °C (абсолютный максимум — 38 °С). Безморозный период длится 130 дней. Годовое количество атмосферных осадков — 538 мм, из которых большая часть выпадает в период с апреля по октябрь. Снежный покров держится в среднем 136 дней.

## Население
| 1795  | 1864  | 1877  | 1897  | 1911  | 1926  | 1930  |
| ----- | ----- | ----- | ----- | ----- | ----- | ----- |
| 1326  | ↗1335 | ↗1356 | ↗1627 | ↗1965 | ↗2026 | ↗2171 |
| 1939  | 1959  | 1970  | 1989  | 1992  | 1998  | 2002  |
| ↘1648 | ↘864  | ↘725  | ↘587  | ↘561  | ↘552  | ↘475  |
| 2010  | 2015  | 2016  |       |       |       |       |
| ↘422  | ↘396  | ↘374  |       |       |       |       |

### Национальный состав
Согласно результатам переписи 2002 года, в национальной структуре населения русские составляли 97 % из 475 чел.

## Известные уроженцы
- Чернышёв, Прокопий Григорьевич (1900-1922) — советский красноармеец, героически погибший на посту во время пожара на складе боеприпасов в Коломне.